# Vigor Lindberg
Vigor Lindberg o Viger Lindberg (26 aprile 1899 – 28 aprile 1956) è stato un calciatore svedese, di ruolo attaccante.

## Carriera

### Nazionale
Il 26 maggio 1918 esordisce contro la Norvegia (2-0). Prese parte alle Olimpiadi di Parigi 1924, senza giocare alcun incontro.